# 克劳斯·罗斯特
克劳斯·罗斯特（德語：Klaus Rost，1940年3月2日—2023年8月10日），德国男子摔跤运动员。他曾代表德国联队、西德参加1964年、1968年和1972年夏季奥林匹克运动会摔跤比赛，其中1964年奥运会获得一枚银牌。